# Кижи (Карелия)
Ки́жи — бывшая деревня в составе Великогубского сельского поселения Медвежьегорского муниципального района Республики Карелия.

## История
Заселение острова Кижи началось в X веке. Первые жители острова — переселенцы из Великого Новгорода.
Первые упоминания в письменных источниках о существовании поселений на острове Кижи относятся к 1496 году. В это время остров становится центром крупного округа — Спасского Кижского погоста, который объединял деревни острова Кижи, соседних островов и Заонежского полуострова. К концу XVI века несколько деревень на острове пришли в запустение.
В конце XVII века Спасский Кижский погост был разделён на несколько волостей, а сам остров вошёл в состав Кижской волости.
21 июля 1972 года деревни, расположенные на острове Кижи, объединились в единый населённый пункт — остров Кижи. Населённый пункт был подчинён городу Петрозаводску.
15 ноября 2004 года населённый пункт передан из города Петрозаводска в состав Великогубского сельского поселения.
26 июня 2018 года населённый пункт деревня Кижи был упразднён.

## Климат
| Показатель                     | Янв. | Фев. | Март | Апр. | Май | Июнь | Июль | Авг. | Сен. | Окт. | Нояб. | Дек. |
| ------------------------------ | ---- | ---- | ---- | ---- | --- | ---- | ---- | ---- | ---- | ---- | ----- | ---- |
| Средний суточный максимум, °C  | −7   | −6   | 0    | 5    | 12  | 17   | 20   | 18   | 12   | 5    | 0     | −3   |
| Средний суточный минимум, °C   | −13  | −13  | −8   | −2   | 3   | 7    | 10   | 9    | 5    | 1    | −3    | −9   |
| Норма осадков, мм              | 20   | 20   | 15   | 15   | 20  | 35   | 45   | 55   | 45   | 40   | 35    | 30   |
| Источник: Туристический портал |      |      |      |      |     |      |      |      |      |      |       |      |

## Бывшие деревни населённого пункта

### Бачурино (Федки Бачурина)
Деревня возникла в XVII веке. Первое упоминание в письменных источниках о деревне под названием Федки Бачурина относится к 1616 году, в дальнейшем название преобразовалось в Бачурино. В XVII веке в деревне было два дома. К концу XIX века появился ещё один дом. К середине XX века деревня исчезла.

### Бишево (Солдатово, Хорошовская)
Деревня известна с 1563 года сначала под названием Трофимовская, затем — Хорошовская. В середине XVI века в деревне был один двор, к середине XVII века поселение имело пять дворов (четыре двора живущих и один двор «в пусте»). В XIX веке деревня получила название Бишево. В начале XX века деревня получила ещё одно имя — Солдатово, однако более распространённым названием деревни оставалось Бишево. К середине XX века деревня исчезла.

### Босарёво
Деревня Босарёво возникла в 1860-х годах, в это время в её состав входил один двор. К началу XX века в деревне насчитывалось два двора. К середине XX века деревня исчезла.

### Васильево (Лукинщина, Большой Двор)
В XV веке возникла деревня Большой Двор. В XVI веке она опустела, а на её месте осталась только часовня. Поселение было возрождено только к 1678 году, когда в нём поселился выходец из соседней деревни Харчевская (Ольхино) Евсюшко Юрьев с братом Матюшкой. В 1696 году деревня разрослась — сразу два крестьянина пришли из деревни Оятевщина (Леоновская). В дальнейшем деревня то расширялась до трёх дворов, то почти полностью исчезала. Во второй половине XIX века в деревне было 2 дома, поселение получило новое название — Васильево. К 1911 году в деревне было уже 3 двора. В настоящее время структура деревни состоит из пяти крестьянских домов, но только два из них остались от исторического поселения. На берегу озера расположена часовня Успения Пресвятой Богородицы XVII века. Сегодня это музейная реконструкция заонежской деревни конца XIX — начала XX века, созданная на месте старого, исторически сложившегося поселения. По состоянию на 2010 год, в деревне числилось 3 жителя.

### Вауловская
Деревня Вауловская существовала в XV—XVI веках.

### Кижский Остров («впущена в поле»)
Деревня Кижский Остров существовала в XV веке, «впущена в поле».

### Кижский Остров
Деревня Кижский Остров существовала в XV—XVI веках.

### Кукуево
В деревне Кукуево проживают реставраторы музея-заповедника «Кижи».

### Кяжево (Удоев Наволок)
Деревня впервые упоминается в Писцовой книге 1563 года под названием Удоев Наволок, в это время деревня состояла из двух дворов. Во второй половине XIX века деревня получает новое название — Кяжево. Во второй половине XX века деревня исчезла.

### Левоновская (Большой Двор Левонтьевской)
Первое упоминание деревни Большой Двор Левонтьевской в письменных источниках относится к 1563 году. В дальнейшем название деревни изменилось, к XVIII веку это была деревня Левоновская. В начале XVIII века деревня переехала на материковую часть, где в дальнейшем объединилась с деревней Вакуловской в деревню Оятевщина.

### Марковская
Первое упоминание деревни Марковская в письменных источниках относится к 1563 году. В XVII—XVIII веках деревня перенесена с острова на материковую часть, где существует до сих пор под названием Жарниково.

### Морозово (Каргуевская, Карповская)
История деревни прослеживается с 1582 года, в это время деревня значится в Писцовой книге под названием Каргуевская. В это время в деревне стоял только один двор. В середине XVII века поселение увеличилось до трёх дворов, с этого времени деревня называлась «Карповская». В XIX веке деревня получила название Морозово. В 1950-х годах она исчезла.

### Наволок (Окуловская, Дудкин Наволок)
Деревня известна с 1563 года под названием Окуловская. Первоначально владение новгородского боярина Федора Остафьева Глухова. В XVI веке в поселении стояло четыре двора, оно было самым крупным из всех деревень острова Кижи. В XVII веке деревня уже состоит из семи дворов, в XVIII веке количество дворов сокращается до четырёх. Во второй половине XIX века деревня получило название Дудкин Наволок, в XX веке — Наволок. С открытием на острове музея-заповедника «Кижи» на территории деревни Наволок расположился сектор пряжинских карел.

### Погост
Деревня впервые упоминается в XVI веке. В начале XVII века, в период Смутного времени; у погоста из 4 дворов поселения были сожжены дом дьячка и келья проскурницы. К этому времени относится первое описание церквей: «Погост Спаской в Кижах на Онеге озере острову а на погосте церковь Боголепное Спасово Преображение древяная с папертми верх шатровой да теплая церковь Покров Святыя Богородицы с трапезою древяная ж а в церквах образы и свечи и книги и ризы и сосуды и паникадила и на колокольне колокола и все церковное строение приходцкое той волости крестьян». В 1678 году у стен погоста располагалось 7 домов — 6 из них были домами священников и церковнослужителей, а один принадлежал крестьянину.
В 1714 году на месте старой, сгоревшей от удара молнии, строилась Церковь Преображения Господня. В 1764 году была построена Покровская церковь.
В 1863 году была построена колокольня (на месте старой шатровой колокольни, которая была «скрыта за ветхостью» в 1862 году).
В начале XX века в деревне Погост было 5 домов, в которых жили кижские священники священники и причт. В 1951 году на место деревни был перевезён дом крестьянина Ошевнева. Этот крестьянский дом стал первым экспонатом музея-заповедника «Кижи».

### Ямка (Трофимовская, Харчевская, Ольхино, Ольхинская)
Деревня впервые упоминается в документах в 1563 году, сначала деревня получает название Трофимовская, затем — Харчевская. В это время в деревне стояло два крестьянских двора. За время своего существования поселение три раза меняло имя. В период Смутного времени, когда отряды иноземцев и «русские воры-казаки» разорили Заонежье, деревня была сожжена, а в 1616 году в ней «после разорения немецких людей» поставил «дворишко крестьянин Истомка Васильев сын Ольхин да сын его Юшко». От прозвища этого крестьянина произошло название деревни Ольхино (Ольхинская), закрепившиеся в документах с 1850 года. В начале XX века в деревне было 3 двора, к 1911 году в деревне Ольхино было уже 15 дворов. В XX веке деревня получило современное название — Ямка. В настоящее время на месте старого поселения сформирована музейная деревня, большинство построек которой перевезено из разных деревень Заонежья. По состоянию на 2010 год, в деревне числилось 14 жителей.